# Jörg Hahnel
Jörg Hahnel (* 11. Januar 1982 in Erlabrunn) ist ein deutscher Fußballspieler. Der Torhüter verbrachte die ersten 19 Jahre seiner sportlichen Laufbahn im Erzgebirge, wo er mit dem FC Erzgebirge Aue bis in die 2. Bundesliga gelangte. Im weiteren Verlauf seiner Karriere spielte Hahnel für Hansa Rostock in jeder der drei deutschen Profiligen.

## Karriere

### Anfänge im Erzgebirge
Seine Karriere begann Hahnel im Alter von fünf Jahren beim lokalen Verein „SV Eisen Erla-Crandorf“, 1993 wechselte er aber noch als Jugendspieler zum benachbarten FC Erzgebirge Aue. Ab Juli 2000 den Herrenmannschaften Aues zugehörig, bestritt er in den folgenden fünf Spielzeiten insgesamt 18 Regionalliga- und 36 Zweitliga-Spiele. Dabei war Hahnel aber nur in der Saison 2003/04 Stammtorhüter seiner Mannschaft, während er in den übrigen Spielzeiten zumeist als Ersatztorhüter fungierte. In der Saison 2005/06 konnte sich Hahnel schließlich nicht mehr gegen seinen Torwart-Konkurrenten Tomasz Bobel durchsetzen, weshalb er lediglich in einem Zweitliga-Spiel sowie in der ersten Runde des DFB-Pokals zum Einsatz kam. Daraufhin wechselte er zur Saison 2006/07 innerhalb der zweiten Liga zum F. C. Hansa Rostock.

### Hahnel bei Hansa Rostock
In Rostock galt Hahnel zunächst während der Zweitliga-Spielzeit 2006/07 hinter Mathias Schober, dann zu Beginn Erstliga-Saison 2007/08 hinter Stefan Wächter als Ersatztorhüter der Lizenzmannschaft, so dass er lediglich vereinzelte Einsätze für die Reservemannschaft Hansas in der viertklassigen Oberliga Nordost absolvierte. Erst als Wächter zum Jahresende 2007 aus gesundheitlichen Gründen nicht zur Verfügung stand, gab Hahnel am 9. Dezember 2007 sein Debüt für Hansa in der Bundesliga, welches mit 0:3 gegen Bayer 04 Leverkusen verloren ging. Trotz Wächters Genesung wurde Hahnel auch noch am darauffolgenden Spieltag eingesetzt, an dem er gegen den VfL Bochum ohne Gegentor blieb.
Nach der anschließenden Winterpause bestimmte Trainer Frank Pagelsdorf erneut Wächter zum Stammtorhüter, so dass Hahnel wieder vereinzelt in der Reservemannschaft eingesetzt wurde. Zum Saisonende zog sich Wächter dann aber eine langwierige Verletzung zu, wodurch Hahnel zu vier weiteren Bundesliga-Einsätzen kam. Den drohenden Wiederabstieg konnte die Mannschaft dabei aber nicht mehr verhindern. In der Zweitliga-Spielzeit 2008/09 konnte sich Hahnel daraufhin als Stammtorhüter etablieren und absolvierte alle 34 Ligapartien über die volle Spielzeit. Doch statt um den direkten Wiederaufstieg zu spielen, war die Mannschaft unter dem noch im November 2008 als neuem Trainer eingesetzten Dieter Eilts sogar in erneute Abstiegsgefahr geraten. Auch durch einen erneuten Trainerwechsel hin zu Andreas Zachhuber konnte Rostock aber am letzten Spieltag den Klassenerhalt sicherstellen.
Zur Folgesaison 2009/10 verpflichtete Hansa mit Alexander Walke zwar einen neuen Stammtorhüter, doch verlängerte Hahnel seinen Vertrag in Rostock schon kurze Zeit später bis ins Jahr 2013. Im Laufe der Saison setzte Zachhuber aber ausschließlich Walke als Torhüter ein, so dass Hahnel abermals auch in der Reservemannschaft eingesetzt wurde, die zu diesem Zeitpunkt in der viertklassigen Regionalliga spielte. Zum Saisonende stieg Rostocks Profimannschaft – trotz der erneuten Trainerwechsel zu Thomas Finck und Marco Kostmann – erstmals in der Vereinsgeschichte in die 3. Liga ab. Sowohl Walkes als auch Hahnels Verträge beim F.C. Hansa verloren damit ihre Gültigkeit; im Gegensatz zu Walke verblieb Hahnel jedoch im Verein.
In den Drittliga-Planungen des neuen Trainers Peter Vollmann wurde Hahnel, der nun einen neuen Vertrag mit einer Laufzeit bis 2012 unterzeichnete, erneut als Stammtorwart vorgesehen. Nachdem er diese Position zunächst auch einnahm, verletzte sich Hahnel im Laufe der Spielzeit allerdings und wurde daraufhin vom erst im Sommer aus den Jugendmannschaften aufgerückten Kevin Müller vertreten, der auch nach Hahnels Wiedergenesung zunächst im Hansa-Tor verblieb. Nach der Winterpause wurde Hahnel aber erneut Stammspieler und musste diese Rolle erst nach Erreichen des direkten Wiederaufstiegs wieder an den jüngeren Müller abtreten, um diesem Spielpraxis zu gewähren. Im letzten Saisonspiel stand dann aber erneut Hahnel im Tor der Rostocker Mannschaft, für die er zusätzlich auch das mit dem Titelgewinn endende Finale des Landespokals Mecklenburg-Vorpommern bestritt. Durch den erreichten Aufstieg hatte sich Hahnels Vertrag automatisch bis 2013 verlängert.
Zur Spielzeit 2011/12 verlor Hahnel den Stammplatz im Hansa-Tor an Kevin Müller, so dass er zunächst nur zu weiteren Einsätzen für die Reservemannschaft Hansas in der fünftklassigen Oberliga kam. Auch nachdem der Verein im weiteren Saisonverlauf vom erneuten Abstieg bedroht wurde und deshalb Trainer Vollmann durch Wolfgang Wolf ersetzt hatte, blieb Müller zunächst Stammtorhüter. Nach einer zwischenzeitlichen Verletzung Müllers setzte Wolf ab Ende März 2012 schließlich wieder auf den erfahreneren Hahnel, der somit zu sieben Einsätzen in der Schlussphase der Saison kam. Letztlich stand Hansas Wiederabstieg in die 3. Liga aber schon ab dem vorletzten Spieltag fest. Hierdurch verlor auch Hahnels Vertrag mit Hansa abermals seine Gültigkeit, doch unterschrieb er bald darauf einen neuen Kontrakt mit einer Laufzeit bis 2014. Gegenüber der Konkurrenz in Form von Kevin Müller und Johannes Brinkies vermochte sich Hahnel aber keinen Stammplatz zu erarbeiten, so dass er im Verlauf der Saison 2012/13 lediglich zwei Einsätze absolvierte.
Im Sommer 2013 verließ Müller den F.C. Hansa und Hahnel war für die folgende Saison 2013/14 als Nummer eins im Hansa-Tor vorgesehen. Er stand somit am ersten Spieltag gegen Holstein Kiel zwischen den Pfosten, bekam allerdings nach einer Stunde die Rote Karte, wurde durch Johannes Brinkies ersetzt und anschließend für zwei Spiele gesperrt. Nach Ablauf der Sperre beließ Trainer Andreas Bergmann Brinkies im Kasten und Hahnel musste auf die Ersatzbank. Nach mehreren Fehlern von Brinkies bekam Hahnel am 18. Spieltag wieder den Vorzug und blieb bis Saisonende die Nummer eins. Nach der Saison wurde sein Vertrag um ein weiteres Jahr mit Option verlängert. Am 7. Januar 2015 wurde bekannt gegeben, dass der Vertrag im beiderseitigen Einvernehmen aufgelöst wurde und Jörg Hahnel seine Profikarriere beendet hat.

### Hahnel bei Schönberg 95
Zum 22. Januar 2015 wechselte Jörg Hahnel mit sofortiger Wirkung zum FC Schönberg 95 in der Oberliga Nordost. Der Wechsel wurde vollzogen, da der bisherige Stammkeeper Denis Klassen sich verletzt hatte. Hahnel absolvierte alle 15 Rückrundenspiele und wurde mit Schönberg am Ende der Saison Tabellenzweiter und stieg in die Regionalliga auf. Dort erhielt er 31 Ligaeinsätze. Der Klassenerhalt wurde errungen und im Landespokal erreichte er das Finale, scheiterte dort jedoch im Elfmeterschießen gegen Hansa Rostock. Weitere 30 Einsätze bekam er in der Folgesaison 2016/17. Tabellarisch wurde zwar der 11. Tabellenplatz geschafft, aber Schönberg zog sich aus finanziellen Gründen aus der Regionalliga in die Landesliga Mecklenburg-Vorpommern zurück. Hahnels Engagement in Schönberg endete daraufhin.

### Rostocker FC
Zur Saison 2017/18 wechselte er zum Sechstligisten Rostocker FC. Beim Traditionsclub kam es zu einer ganz besonderen Konstellation, denn auch Hahnels Stiefsohn Julian schloss sich dem RFC an. Man erreichte zusammen mit der Mannschaft das Viertelfinale im Landespokal, welches gegen den FC Mecklenburg Schwerin mit 0:2 verloren wurde, und am Saisonende den 4. Platz in der Liga. Hahnel stand in 28 Partien im Tor. Hierbei gelang ihm am 3. Spieltag gegen den Gnoiener SV sein erstes Pflichtspieltor seiner Fußballkarriere. Hahnel traf in der 89. Spielminute zum 2:3 Endstand. In jener Saison fungierte der 35-jährige Hahnel aber nicht nur als Keeper, sondern erstmals in seiner sportlichen Karriere auch als Co-Trainer. Er unterstützte damit Chef-Coach Axel Rietentiet.

### Hansa Rostock II
Stadtintern zog es Jörg Hahnel, und auch Stiefsohn Julian, zur Spielzeit 2018/19 in die Oberliga zum FC Hansa Rostock II. Um Spielpraxis zu erhalten, stellte der Verein teilweise Spieler des Profiteams bei der Reserve ab. So spielte Hahnel bereits am 1. Spieltag wieder mit Drittliga-Spielern zusammen. Hahnel absolvierte in jener Saison, seiner letzten, dreizehn Spiele und beendete seine aktive Laufbahn im Anschluss. Dem F. C. Hansa Rostock bleibt er jedoch als Koordinator um die sportliche Ausrichtung der U-15 bis U-12 erhalten. Am 20. September 2019 lief Hahnel erneut für Hansa II auf – sein bis dato letztes offizielles Spiel.